# Tuyển hầu xứ Sachsen
Tuyển hầu xứ Sachsen (tiếng Đức: Kurfürstentum Sachsen, cũng được gọi là Kursachsen) là một nhà nước thuộc Đế chế La Mã Thần thánh, được thành lập sau khi Hoàng đế Karl IV nâng Công quốc Sachsen-Wittenberg của Nhà Ascania lên vị trí Tuyển đế hầu theo Sắc chỉ vàng 1356. Nó bao gồm một lãnh thổ rộng khoảng 40.000 km2 (15.445 dặm vuông). Sau khi Nhà Ascania tuyệt tự dòng nam, năm 1423, lãnh thổ Sachsen được giao lại cho Bá tước xứ Meissen thuộc Vương tộc Wettin cai trị, người đã chuyển dinh thự của công tước trên bờ sông Elbe đến Dresden. Sau khi Thánh chế La Mã tan rã vào năm 1806, Tuyển hầu xứ Sachsen được nâng lên thành Vương quốc Sachsen, nhưng bị thu hẹp về mặt lãnh thổ.
Phong trào Kháng cách của giáo sĩ Martin Luther đã ra đời và phát triển tại Sachsen, và nhờ vào sự bảo hộ của các nhà cầm quyền ở đây mà đạo Tin Lành đã tránh được sự bức hại của các nhà cầm quyền Công giáo ở Đế chế La Mã Thần thánh. Chủ nghĩa Tin Lành phát triển tại Sachsen đã trở thành hình mẫu chung cho các nhà nước khác ở khắp châu Âu. Năm 1525, Công tước Albrecht của Phổ đã tuyên bố Tin Lành là quốc giáo của Công quốc Phổ và nó trở thành nhà nước Tin Lành đầu tiên trên thế giới, hai năm sau thì Tuyển hầu xứ Sachsen cũng ra lời tuyên bố tương tự.

## Sự hình thành và vương quyền của Nhà Ascania
Sau khi Công quốc Sachsen bị giải thể, cái tên Sachsen lần đầu tiên được áp dụng cho một vùng lãnh thổ nhỏ nằm dọc theo sông Elbe, xung quanh thành phố Wittenberg, nơi trước đây thuộc về Hầu quốc Lusatia. Vào khoảng năm 1157, nó được cai trị bởi Albert Gấu, Phiên bá tước đầu tiên của xứ Brandenburg. Khi Hoàng đế Frederick Barbarossa phế truất công tước Sachsen, Heinrich Sư tử vào năm 1180, vùng đất Wittenberg thuộc về con trai út của Albert là Bá tước Bernhard xứ Anhalt, người đảm nhận tước hiệu công tước Sachsen. Con trai cả của Bernard là Albert I, nhường lãnh thổ được gọi là Anhalt cho em trai mình là Henry, giữ lại tước hiệu công tước và gắn liền với lãnh thổ này là lãnh địa Lauenburg. Các con trai của ông đã chia lãnh thổ thành các Công quốc Sachsen-Wittenberg và Sachsen-Lauenburg. Cả hai dòng đều khẳng định phẩm giá hoặc đặc quyền Tuyển hầu xứ Sachsen, điều này dẫn đến sự nhầm lẫn trong cuộc bầu cử năm 1314 của Nhà Wittelsbach, Louis xứ Bavaria làm Vua La Mã Đức chống lại đối thủ của ông thuộc Nhà Habsburg, Công tước Frederick Công bằng của Áo, vì cả hai ứng cử viên đều nhận được một phiếu bầu mỗi người từ hai nhánh Ascania đối thủ.
Louis được kế vị bởi người Nhà Luxemburg là Charles xứ Bohemia. Sau khi đăng quang làm Hoàng đế La Mã Thần thánh vào năm 1355, Charles đã ban hành Sắc chỉ vàng năm 1356, luật cơ bản của Đế chế giải quyết phương pháp bầu chọn Vua Đức bởi 7 Tuyển đế hầu. Đối thủ của các Nhà Wittelsbach và Habsburg không nhận được gì, thay vào đó, Công tước xứ Sachsen-Wittenberg, Tổng thống chế của Đế chế, đã nhận được quyền bầu chọn Vua của người La Mã và Hoàng đế của Thánh chế, cùng với 6 tuyển đế hầu khác là Thân vương của Đế chế. Do đó, quốc gia này, tuy nhỏ về diện tích, nhưng đã đạt được ảnh hưởng vượt xa phạm vi của nó.
Đặc quyền Tuyển đế hầu cũng bao gồm nghĩa vụ theo luật Primogeniture. Nghĩa là, chỉ con trai trưởng mới có thể kế vị ngai vàng. Do đó, nó cấm việc phân chia lãnh thổ giữa một số người thừa kế, để ngăn chặn sự tan rã của nhà nước. Tầm quan trọng của quy định này được thể hiện qua lịch sử của hầu hết các nhà nước bị chia cắt của Đức (ví dụ: Công quốc Brunswick-Lüneburg của Sachsen) vốn không được coi là một tuyển đế hầu.

## Nhà Wettin

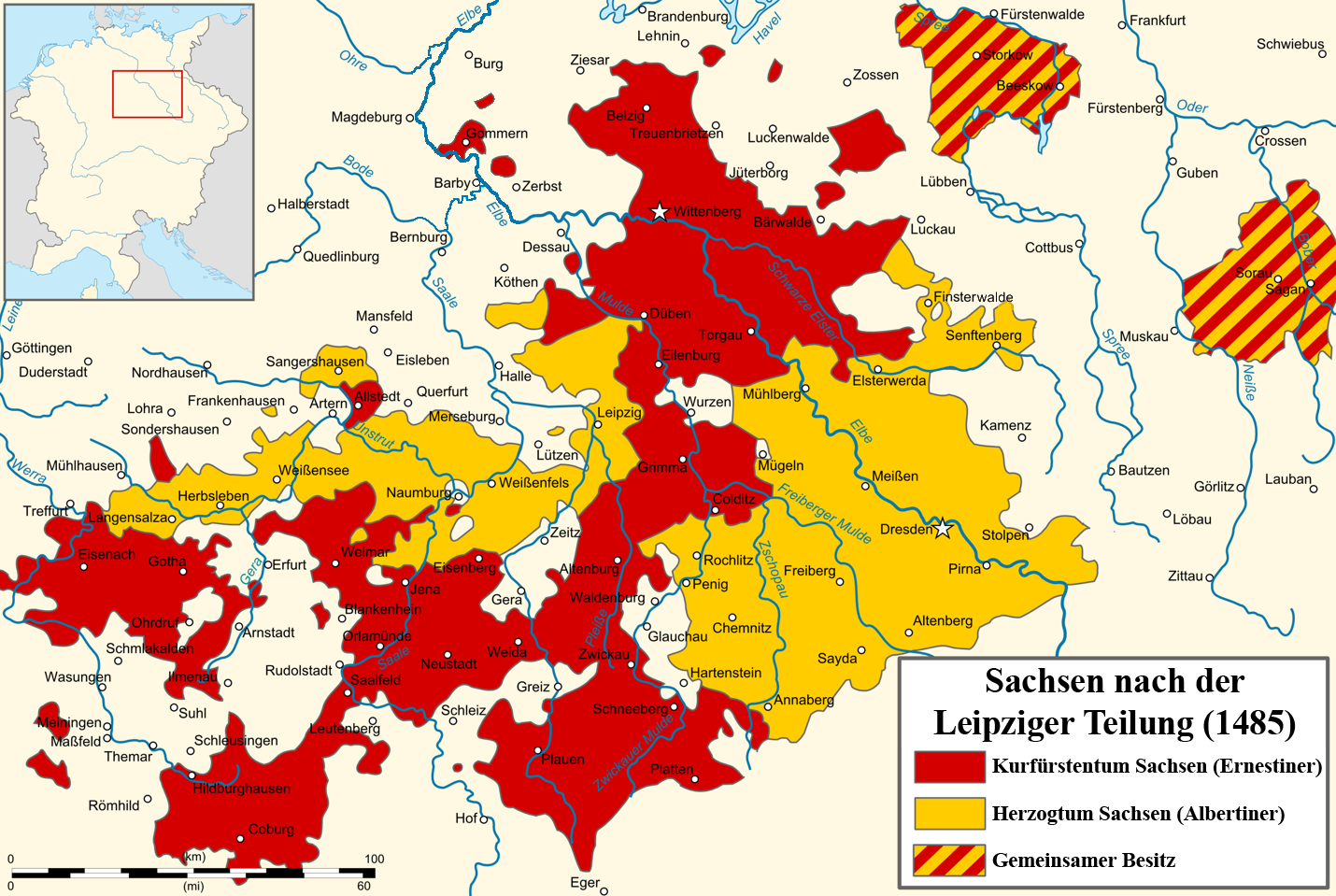
Phân vùng Sachsen theo Hiệp ước Leipzig 1485

Dòng Sachsen-Wittenberg của Nhà Ascania đã tuyệt tự dòng nam với cái chết của Tuyển hầu tước Albert III vào năm 1422, sau đó Hoàng đế Sigismund ban lãnh thổ và đặc quyền Tuyển đế hầu cho Bá tước Frederick IV xứ Meissen, người từng ủng hộ trung thành trong các cuộc Chiến tranh Hussite. Người họ hàng Ascania quá cố của Albert, Công tước Eric V xứ Sachsen-Lauenburg đã phản đối kịch liệt nhưng vô ích. Frederick, một trong bảy Tuyển đế hầu, là thành viên của Nhà Wettin, từ năm 1089 đã cai trị Bá quốc Meissen liền kề trên sông Elbe - được thành lập dưới thời Hoàng đế Otto I vào năm 965 - và cả Bá quốc Thuringia kể từ năm 1242. Do đó, vào năm 1423, Sachsen-Wittenberg, Bá quốc Meissen và Thuringia được hợp nhất dưới một người cai trị, và như một lãnh thổ thống nhất dần dần được gọi là, Thượng Sachsen.
Khi Tuyển hầu tước Frederick II qua đời vào năm 1464, hai người con trai còn sống của ông đã phủ nhận nguyên tắc primogeniture và phân chia lãnh thổ của ông theo Hiệp ước Leipzig vào ngày 26 tháng 8 năm 1485. Điều này dẫn đến việc Nhà Wettin vốn đã tách rời trở thành các nhánh Ernestine và Albertine. Anh cả Ernest, người sáng lập dòng Ernestine, đã nhận được nhiều phần lớn của Công quốc Sachsen-Wittenberg trước đây với đặc quyền Tuyển đế hầu gắn liền với nó, và Phiên địa bá quốc phía Nam của Thuringia. Trong khi Albert trẻ hơn, người sáng lập dòng Albertine, tiếp nhận miền Bắc Thuringia và các vùng đất thuộc Bá quốc Meissen trước đây. Do đó, mặc dù ban đầu dòng Ernestine có quyền lực lớn hơn cho đến Trận Mühlberg năm 1547, nhưng đặc quyền Tuyển đế hầu và lãnh thổ sau đó đã thuộc về dòng Albertine, sau này cũng trở thành vương tộc khi Sachsen được tuyên bố là một vương quốc vào thế kỷ XIX. Phân vùng này là để xác định rõ ràng Vương tộc Wettin liên quan đến Nhà Hohenzollern đang lên lúc bấy giờ. Nó đã đạt được đặc quyền Tuyển đế hầu của riêng mình với tên gọi Bá quốc Brandenburg kể từ năm 1415.

## Cải cách Tin Lành

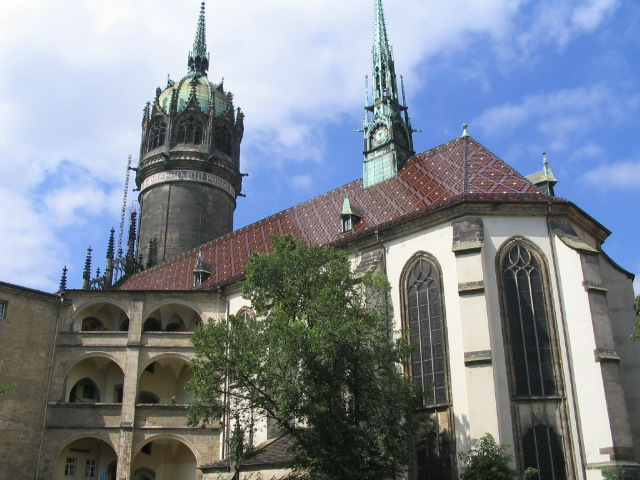
Nhà thờ Lâu đài ở Wittenberg, nơi Martin Luther viết ra 95 luận đề

Phong trào Tin lành của thế kỷ XVI phần lớn lan rộng dưới sự bảo vệ của những nhà cai trị Sachsen. Con trai của Ernest là Tuyển hầu Friedrich thành lập trường Đại học ở Wittenberg năm 1502, nơi tu sĩ Dòng Augustinô, Martin Luther, được bổ nhiệm làm giáo sư triết học vào năm 1508. Đồng thời, ông trở thành một trong những nhà thuyết giáo tại Nhà thờ lâu đài ở Wittenberg. Vào ngày 31 tháng 10 năm 1517, ông gửi kèm trong một lá thư phản đối đến Albert xứ Brandenburg, Tổng giám mục Mainz, Chín mươi lăm luận đề chống lại Indulgence và các thực hành Công giáo khác, một hành động đánh dấu sự khởi đầu của cái được gọi là Cải cách Kháng nghị. Mặc dù ban đầu, Tuyển hầu tước không chia sẻ thái độ, nhưng dù sao thì ông cũng đã bảo vệ cho Luther. Do sự can thiệp này, Giáo hoàng Leo X đã quyết định không triệu tập Luther đến Rôma vào năm 1518. Khi Luther bị Hoàng đế Karl V tuyên bố cấm trong toàn bộ đế quốc, Tuyển hầu đã đưa ông ấy đến sống trong Lâu đài Wartburg trên điền trang Thuringian của ông. Các học thuyết của Luther được truyền bá đầu tiên ở Ernestine Sachsen. 
Năm 1525, Frederick qua đời và ông chưa bao giờ chính thức từ bỏ đức tin Công giáo, trừ khi trên giường bệnh năm 1525, ông đã có cảm tình với chủ nghĩa Lutheran vào thời điểm ông qua đời. Ông được kế vị bởi em trai của mình là Thân vương John. Ông này đã trở thành một người nhiệt thành theo Tin Lành. Ông thực hiện toàn quyền đối với nhà thờ mới và ra lệnh sa thải tất cả các linh mục của Công giáo. Ông chỉ đạo việc sử dụng Vernacular Liturgy do Luther soạn thảo. Năm 1531, ông thành lập Liên minh Schmalkaldic cùng với một số Thân vương cầm quyền khác để tiếp tục thúc đẩy phong trào Kháng cách và để cùng chống lại Hoàng đế Karl V của Habsburg, một đối thủ gay gắt chóng lại Cải cách. John được kế vị vào năm 1532 bởi con trai của ông, John Frederick Rộng lượng (mất năm 1554), trở thành một trong những nhà lãnh đạo của Liên minh Schmalkaldic. Năm 1542, ông chiếm Giáo phận Naumburg-Zeitz, và tịch thu tài sản thế tục của các Giáo phận Meissen và Hildesheim. Chủ nghĩa Tin Lành, khi nó được tổ chức ở Sachsen, trở thành một hình mẫu cho các quốc gia theo đạo Tin lành trong tương lai trên khắp châu Âu.
Tuy nhiên, Tuyển hầu xứ Sachsen không phải là nhà nước đầu tiên tuyên bố Tin Lành làm quốc giáo. Năm 1525 Công quốc Phổ trở thành nhà nước đầu tiên trên thế giới tuyên bố Tin Lành là quốc giáo và sau đó một năm thì Bá quốc Hessen cũng ra tuyên bố tương tự, đến năm 1527 Sachsen mới tuyên bố mình là một nhà nước theo Tin Lành.

## Chiến tranh Schmalkaldic

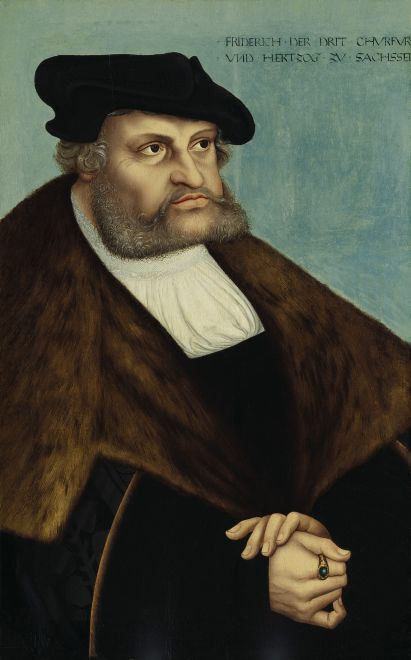
Friedrich III, Tuyển hầu xứ Sachsen bảo vệ Luther khỏi những người Công giáo

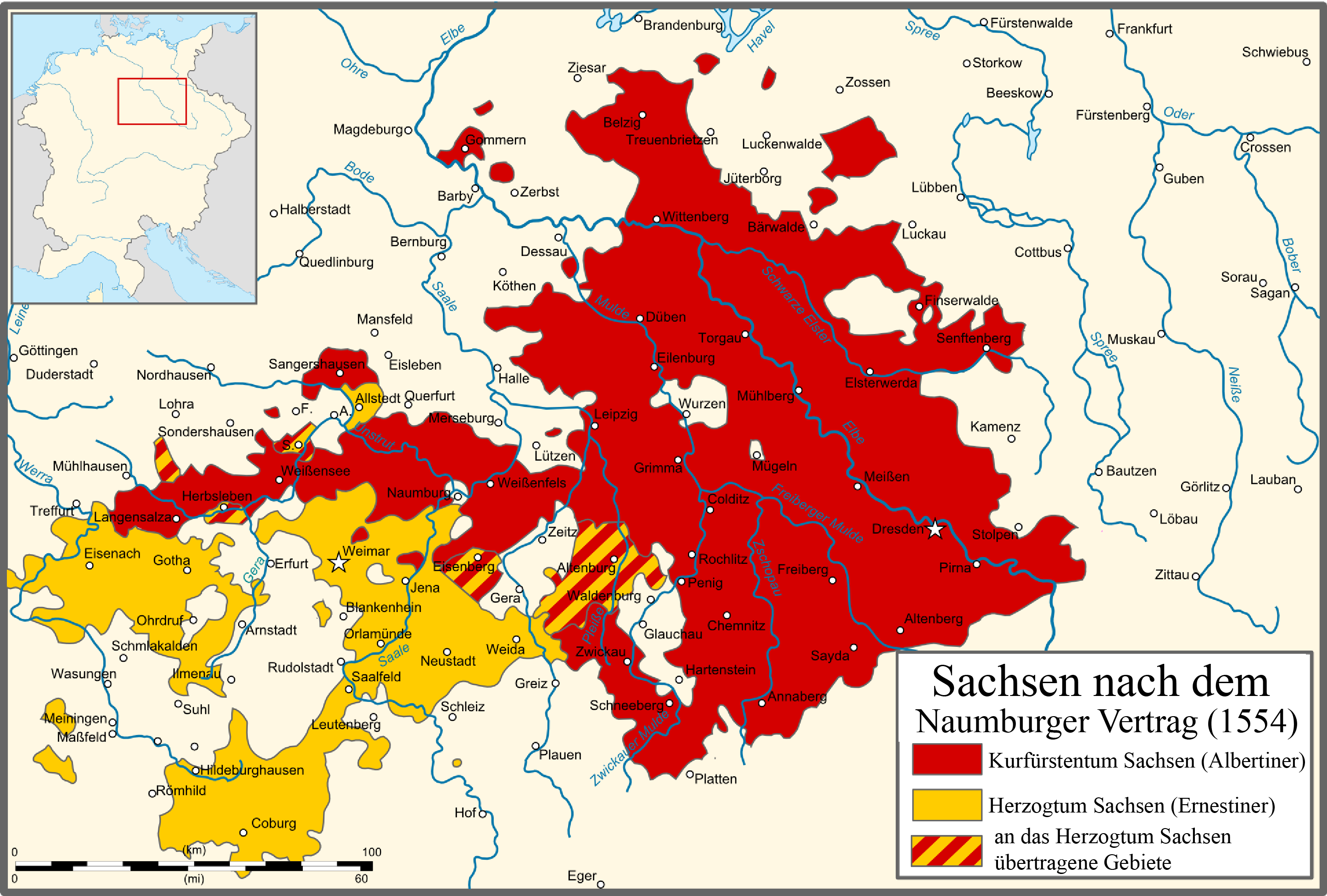
Sachsen sau Hiệp ước Naumburg (1554)

Trong khi đó, tại vùng đất của dòng Albertine, con trai của Công tước Albrecht và Thân vương George (1500–39), người sáng lập Liên đoàn Công giáo Dessau, là một người phản đối mạnh mẽ học thuyết Lutheran và đã nhiều lần tìm cách gây ảnh hưởng đến anh em họ thuộc dòng Ernestine của mình để ủng hộ Giáo hội Công giáo. Tuy nhiên, em trai và người kế vị của George là Công tước Henry IV của Sachsen (1539–41), cuối cùng đã theo Tin Lành vì ảnh hưởng từ vợ của mình là Catherine xứ Mecklenburg, và do đó giáo phận Công giáo Meissen bị bãi bỏ. Con trai và người kế vị của Henry, Công tước Moritz, là một trong những nhân vật gây tranh cãi nhất trong thời kỳ Cải cách. Mặc dù là một người theo đạo Tin Lành nhiệt thành, nhưng tham vọng và mong muốn gia tăng sự giàu có của mình đã khiến ông ấy đứng về phe Hoàng đế chống lại Liên minh Schmalkaldic, được thành lập bởi người anh em họ dòng Ernestine.
Sau khi Chiến tranh Schmalkaldic bùng nổ, Tuyển đế hầu Johann Friedrich bị đặt dưới lệnh cấm của Hoàng gia, cuối cùng bị Hoàng đế Karl V đánh bại và bắt giữ trong trận Mühlberg vào ngày 24 tháng 4 năm 1547. Việc chiếm đóng Wittenberg ngày 19 tháng 5 buộc ông phải nhượng lại Sachsen-Wittenberg với đặc quyền Tuyển đế hầu cho người anh em họ dòng Albertine của mình là Công tước Moritz, người đã đổi phe khi vận may đảo ngược. Sau khi nhánh Ernestine của Nhà Wettin chỉ giữ lại tài sản của mình ở Thuringia, do sự phân chia nhiều lần giữa những người thừa kế từ năm 1572 trở đi, lãnh thổ của nó nhanh chóng bị cắt thành các công quốc Ernestine nhỏ như Sachsen-Weimar, Sachsen-Coburg-Eisenach. Những nhà nước vẫn còn tồn tại vào thời điểm diễn ra Cách mạng Đức năm 1918 sau Thế chiến thứ nhất là Đại công quốc Sachsen-Weimar-Eisenach và các Công quốc Sachsen-Coburg và Gotha, Sachsen-Meiningen và Sachsen-Altenburg.
Sau cuộc chiếm đóng Wittenberg, Tuyển hầu quốc Sachsen bao gồm Sachsen-Wittenberg và Meissen trước đây hiện đã thống nhất và vẫn nằm dưới quyền cai trị của dòng Albertine thuộc Nhà Wettin. Tuyển đế hầu Moritz một lần nữa trở nên ghẻ lạnh với Hoàng đế Karl V của Thánh chế La Mã, một phần vì hoàng đế không trao cho ông những phần tài sản còn lại của dòng Ernestine, nhưng lý do lớn nhất khiến ông quay đầu là vì ông muốn nhìn thấy một nhà cai trị theo Tin Lành sẽ giữ ngôi hoàng đế của Thánh chế La Mã trong tương lai. Sau khi Hoàng đế ban hành Tuyên bố Augsburg, Tuyển đế hầu Moritz xứ Sachsen đã kết thúc liên minh với Vua Henry II của Pháp và thông qua Hiệp ước Chambord 1552, nhượng 3 Giáo phận, gồm có Metz, Toul và Verdun ở Lorraine cho Vương quốc Pháp. Moritz bí mật tham gia vào tất cả các âm mưu riêng chống lại Hoàng đế. Trong cùng năm, Hoàng đế Karl V bị ép phải ký vào Hòa ước Passau, buộc ông phải trao quyền tự do tôn giáo cho các nhà nước theo đạo Tin Lành.
Moritz, Tuyển hầu xứ Sachsen qua đời năm 1553 ở tuổi 32. Em trai và người kế vị của ông, Tuyển hầu tước August, đã chiếm giữ các giáo phận Công giáo Merseburg và Naumburg-Zeitz cho riêng mình. Giám mục cuối cùng của Merseburg là Michael Helding được gọi là Sidonius, qua đời tại Vienna vào năm 1561. Hoàng đế yêu cầu bầu một giám mục mới, nhưng August buộc phải bầu con trai Alexander, lúc đó tám tuổi, làm quản trị viên. Sau khi Alexander qua đời vào năm 1565, ông đã tự mình quản lý giáo phận. Tương tự, sau cái chết năm 1564 của Julius von Pflug, Giám mục Công giáo cuối cùng của Naumburg, Tuyển hầu tước đã tịch thu tòa giám mục và cấm cư dân ở nơi đây không theo đạo Công giáo. Những giáo sĩ nhà thờ vẫn theo đạo Công giáo chỉ được phép hành đạo trong mười năm nữa. Năm 1581, John IX xứ Haugwitz, Giám mục cuối cùng của Meissen, từ chức. Năm 1587, ông trở thành một tín đồ Tin Lành.
Trong thời trị vì của Tuyển hầu tước August (1553–86) và Christian (1586–91), một phong trào mang tên Crypto-Calvinism đã giành được sức ảnh hưởng mạnh. Khi Christian II (1591–1611) còn quá trẻ để cai trị, mẹ của ông, Sophie xứ Brandenburg trở thành nhiếp chính vào năm 1591 và là người phụ nữ duy nhất giữ vai trò "Tuyển đế hầu". Bà đã kịch liệt phản đối phong trào "mới". Ngay khi đứa con trai nhỏ của bà lên nắm quyền vào năm 1601, Thủ hiến Sachsen là Nikolaus Krell, người đã truyền bá học thuyết Tin Lành khác, đã bị lật đổ và bị chặt đầu vào năm 1601. Sự tuân thủ nghiêm ngặt hơn đối với thuyết Lutheranism đã được giới thiệu lại và cùng với nó là một lời thề tôn giáo.

## Chiến tranh Ba mươi năm

Sachsen năm 1618, khi chiến tranh bùng nổ.

Chiến tranh Ba mươi năm (1618–48) xảy ra dưới thời trị vì của Tuyển đế hầu John George (1611–56). Trong cuộc chiến tranh này, Tuyển hầu tước lúc đầu giữ quyền trung lập, và trong một thời gian dài, ông đã không nghe theo lời phản bác của Vua Gustavus Adolphus của Thụy Điển. Cho đến khi Đại tướng của Thánh Chế La Mã là Johann Tserclaes xứ Tilly tiến vào Sachsen, Tuyển hầu tước mới gia nhập lực lượng của Đế chế Thụy Điển. Tuy nhiên, sau Trận Nördlingen năm 1634, Tuyển hầu tước đã ký kết Hòa ước Praha với Hoàng đế Ferdinand II vào năm 1635. Theo hiệp ước này, Sachsen đã chấp nhận để Phiên bá quốc Thượng và Hạ Lusatia trở thành thái ấp của Lãnh thổ vương quyền Bohemia dưới quyền của Vương tộc Habsburg, và các vùng đất của Giáo hội thế tục hóa không bị thay đổi. Về phần mình, người Thụy Điển đã trả thù bằng hành động cướp bóc kéo dài suốt 10 năm.
Đến thời kỳ Hòa ước Westphalia năm 1648, Sachsen vẫn giữ các tài sản của mình ở Lusatia như một thái ấp của Đế quốc. Tuy nhiên, nó vĩnh viễn mất khả năng mở rộng lãnh thổ của mình dọc theo dòng hạ lưu sông Elbe vào vùng đất của Tổng giáo phận vương quyền Magdeburg, mặc dù họ nằm dưới sự quản lý của Công tước Wettin, August xứ Sachsen-Weissenfels. Sau khi ông qua đời vào năm 1680, Công quốc Magdeburg đã rơi vào tay "Tuyển hầu tước vĩ đại" Frederick William xứ Brandenburg, người khẳng định vị thế thống nhất của Brandenburg-Phổ dưới quyền của Nhà Hohenzollern theo đạo Tin Lành. Năm 1653, Tuyển đế hầu xứ Sachsen trở thành người đứng đầu Corpus Evangelicorum, nhóm các Thân vương hoàng gia theo Tin Lành trong Đại hội Đế quốc (Thánh chế La Mã). Chủ nghĩa Lutheranism cứng nhắc vẫn là đức tin thịnh hành, và việc thực hành bất kỳ đức tin nào khác đều bị nghiêm cấm. Khoảng giữa thế kỷ XVII, các thương gia Ý là những người Công giáo đầu tiên xuất hiện trở lại ở nước này. Họ định cư ở thủ đô Dresden và Leipzig, thành phố thương mại quan trọng nhất. Tuy nhiên, việc thực hành đức tin Công giáo La Mã của họ không được phép diễn ra.